# Jay Arlen Jones
Jay Arlen Jones (né le 8 mars 1954) est un acteur américain.

## Filmographie
- 1986 : Club Life : Black Punk
- 1986 : Extra Sangsues (Night of the Creeps) : Cop at police station
- 1987 : Sens unique (No Way Out) : Marine Guard #1
- 1987 : You Talkin' to Me? : Actor #1
- 1988 : The Diamond Trap (TV) : Cop
- 1988 : Jumeaux (Twins) : Mover #1
- 1989 : Slow Burn (TV) : Guy in bar
- 1989 : The Traveller : Frank Locke
- 1989 : Satan's Princess : Black Romeo
- 1990 : Urgences (Vital Signs) : Paramedic
- 1993 : Extreme Justice : Nash
- 1993 : Relentless 3 : Angry Man
- 1996 : Assault on Dome 4 (TV) : Goon #1
- 1997 : Laboratoire de clonage (Cloned) (TV) : Father of Newborn
- 1999 : Perpète (Life) de Ted Demme : Bagman
- 1999 : A Texas Funeral : Otis
- 2000 : The Big Thing : James
- 2000 : The Patriot : Le Chemin de la liberté (The Patriot) : Occam
- 2000 : Le Secret : Jerry Stanley
- 2001 : Carman: The Champion : Johnny
- 2002 : Arac Attack, les monstres à huit pattes (Eight Legged Freaks) : Leon
- 2003 : Nines : Happy